# Кулатка (железнодорожная станция)
Кулатка — железнодорожная станция (населённый пункт) в Хвалынском районе Саратовской области, в составе сельского поселения Северное муниципальное образование.
Население - 101 (2010)
Населённый пункт расположен при железнодорожной станции (объект транспортной инфраструктуры) Кулатка. Станция введена в эксплуатацию 1 ноября 1942 года в рамках участка Сенная - Сызрань, являющегося частью так называемой "Волжской рокады", меридиональной железнодорожной магистрали, построенной в прифронтовых условиях вдоль правого берега Волги.
Станция расположена примерно в 23 к северо-западу (по прямой) от города Хвалынска и 3,5 к юго-востоку от села Усть-Кулатка (Ульяновская область).

## Население
Динамика численности населения по годам:
| Годы      | 2002 |
| --------- | ---- |
| Население | 128  |

| 2002 | 2010 |
| ---- | ---- |
| 128  | ↘101 |

Национальный состав
Согласно результатам переписи 2002 года большинство населения составляли русские (50 %) и татары (33 %).